# Sultanija Siti Mukrime
Sultanija Siti Mukrime ili Mukrime Hatun (1435–1467) bila je žena osmanskog sultana Mehmeda II.
Porodica
Bila je kćerka Sulejman bega,šestog vladara Dulkadir države.Njen brak je bio savez između Osmanskog carstva i ove države.Rođena je je u Dulkadiru,kao princeza.Udala se za sultana Mehmeta II u dobi od četrnaest godina,15.decembra 1449 u Jedrenu.Njena tetka Emine hatun bila je kćerka Nasredin Muhamed bega,petog vladara Dulkadira,i žena sultana Murata,oca sultana Mehmeta II.Druga tetka je bila udata za ostarelog Mamluk sultana u Kairu.Unuka njenog oca,Ajše hatun bila je udata za sultana Bajazita II,kasnije maćeha ili po nekim izvorima majka Selima I.Sulejman beg je bio opisan kao debeo čovjek,ali kao i vješt konjanik i vlasnik veličanstvenih štala,znatne vojske hrabrih,odanih turskih muškaraca,i bio je basnoslovno bogat.Vizantijski hroničar je bio uvjeren,ne bez razloga,da je jedan od glavnih sultanovih motiva za ovaj brak bio da se dobije saveznik protiv neprijatelja.
Brak
Kada je Mehmet napunio sedamnaest,njegov otac je odlučio da treba da se oženi u političke svrhe.Sultanov izbor je pao na bogate i lijepe kćeri Sulejman bega.U zimu 1448.-1449.godine,Murat je pozvao Halil pašu i obavijestio ga o bračnim planovima za njegovog sina Mehmeta.Halil paša je svesrdno odobrio sultanov plan.Žena Hizir paše,guvernera Amasije je poslata u Elbistan da izabere mladu u skladu sa drevnim običajima.Njen izbor je pao na Siti hatun,najljepšu od svih kćeri.Poljubila joj je oči i stavila vjerenički prsten na ruku.Kasnije iste godine,u pratnji Saruk paše,sultanovog favorizavonog savjetnika u porodičnim stvarima, vratila se u Elbistan da odvede mladu u Bursu.Najugledniji plemići su pratili mladu djevojku preko planina do bivšeg Otomanskog kapitala Bursa , gdje su sudije i šeici iz vjerskih razloga došli da je upoznaju u svečanoj procesiji , a zatim nastavili dalje preko Dardanele .
Svadba je održana ubrzo te se slavilo s velikom pompom za tri mjeseca . Održane su popularne svečanosti svih vrsta i takmičenja iz poezije . Mladoženja , koga nisu konsultovali za izbor mlade , vratio se sa njom u Manisa odmah nakon proslave . Navodno , cijeli aranžman nije bio po Mehmetovom ukusu .
Smrt i ukop
Mnogo vremena poslije, Sitti Hatun je otišla u Edirne , gdje je živjela usamljena i napuštena , do kraja aprila 1647 . Njena nećakinja Ajša , u predanos
Dugo nakon Mehmed je skinuo suda u Istanbul , Sitti Hatun ostala iza Edirne , gdje je živjela , usamljena i napustio , do kraja aprila 1647,kada je umrla . Njena nećakinja Ajša , u predanosti joj je završila džamiju koja nosi njeno ime i pored koje počiva pod otvorenim nebom u grobu sada potpuno zapuštenom . Dva napukla nadgrobna spomenika su uklonjena iz grmlja i premještena u gradski muzej . Prema drugim izvorima grob joj se nalazi u Muradiye Complex , Bursa .
.